# Абасірі (Хоккайдо)

44°1′14″ пн. ш. 144°16′25″ сх. д. / 44.02056° пн. ш. 144.27361° сх. д.
Абасі́рі (яп. 網走市, あばしりし, МФА: [abaɕiɾʲi ɕi̥]) — місто в Японії, в окрузі Охотськ префектури Хоккайдо.

## Короткі відомості
Розташоване на сході префектури, на березі Охотського моря. Центр округу. Один з головних осередків північного тихоокеанського рибальства. Основою господарства є вилов і переробка морепродуктів, скотарство, туризм. В місті розташована в'язниця Абасірі та мушлевий насип Мойоро. Станом на 1 жовтня 2008 року площа міста становила 471,00 км². Станом на 31 березня 2017 населення міста становило 36 370 осіб.
В японській мові «Абасірі» використовується як узагальнювання віддаленого місця заслання. Аналог «Сибіру» в українській мові.